# دي جيه باول

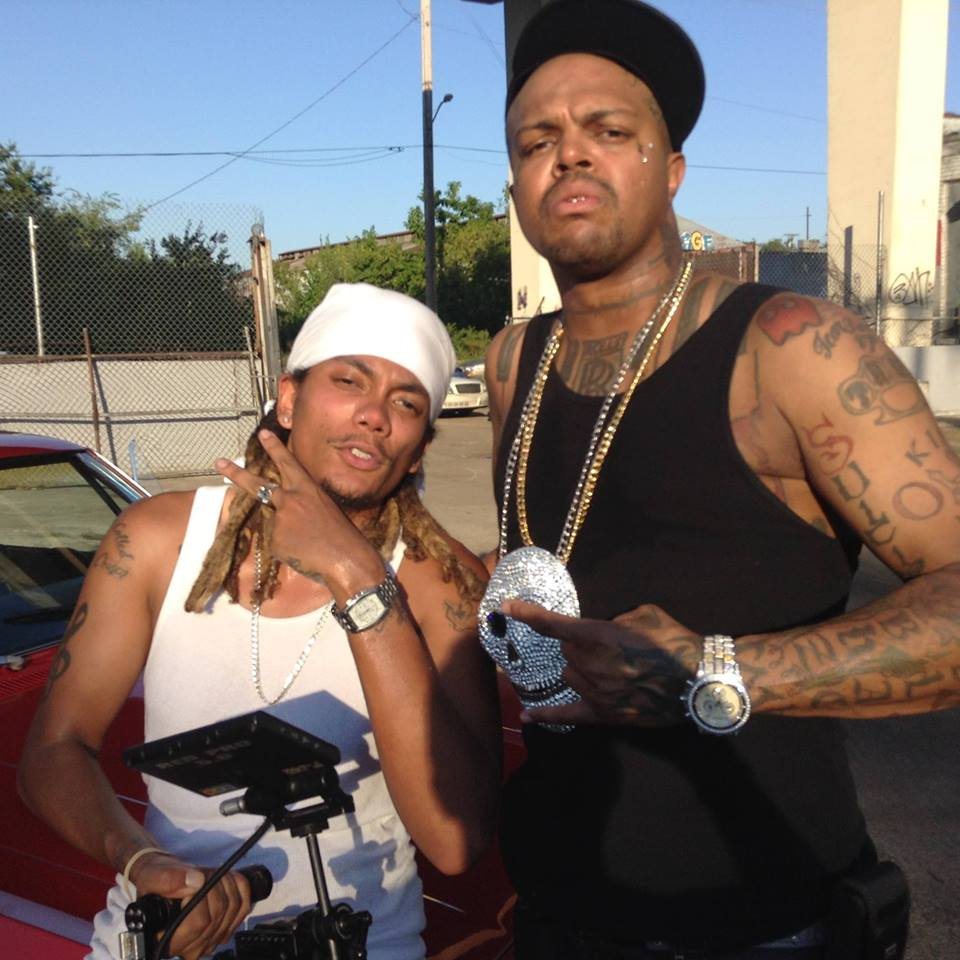

دي جاي باول (بالإنجليزية: DJ Paul)‏ واسمه الكامل باول دواين بيوريغارد (بالإنجليزية: Paul Duane Beauregard)‏ ويعرف باسم دي جي باول، وهو دي جي ومغني ومنتج أمريكي ولد في يوم 13 أكتوبر 1977 في مدينة ممفيس، تينيسي في الولايات المتحدة، وهو عضو في فرقة ثري 6 مافيا مع أخيه الغير الشقيق لورد إنفاموس.

## روابط خارجية
- دي جيه باول على موقع IMDb (الإنجليزية)
- دي جيه باول على موقع ميوزك برينز (الإنجليزية)
- دي جيه باول على موقع أول ميوزيك (الإنجليزية)
- دي جيه باول على موقع ديسكوغز (الإنجليزية)
- دي جيه باول على موقع ديسكوغز (الإنجليزية)
- دي جيه باول على موقع قاعدة بيانات الفيلم (الإنجليزية)